# Izabela Kurczewska
Izabela Derda, de domo Kurczewska (ur. 1 września 1985 w Brzezinach) – producentka programów telewizyjnych, specjalista komunikacji marketingowej. Absolwentka Państwowej Wyższej Szkoły Filmowej, Telewizyjnej i Teatralnej im. Leona Schillera w Łodzi, Wydziału Produkcji Filmowej i Telewizyjnej, a także UCLA w Los Angeles. 
Przez wiele lat startowała w długodystansowych rajdach konnych.

## Film
- Driving Lesson reż. Robby Henson
- Violent Blue reż. Gregory Takahashi
- Screening Room reż. Tony L. Young
- Big True reż. Eric Giancoli
- Omni (short) reż. Matthew Moran
- Galerianki (2009) reż. Katarzyna Rosłaniec

## Teatr
- 8 shades of Alice reż. Layon Gray
- The Diary of Catholic School Dropout reż. Victoria Rabitcheff
- Borrow Parts

## Produkcja
- Top Model. Zostań modelką – producent wykonawczy
- Kocham Cię, Polsko! IV edycja – producent wykonawczy
- Driving Lesson reż. Robby Henson – producent
- Gwiazdy tańczą na lodzie – producent wykonawczy
- Nieruchomy poruszyciel – kierownik produkcji
- Galerianki (2006) reż. Katarzyna Rosłaniec – kierownik produkcji
- Czego nikt nie wie reż. Maciej Prykowski – współpraca produkcyjna
- Edina reż. Nenad Mikovic – kierownik produkcji
- Kinski reż. Przemysław Anusiewicz – kierownik produkcji